# Verdad o reto
Verdad o reto es un juego en el cual los participantes eligen entre responder con sinceridad una pregunta (por lo general, muy personal), o cumplir un desafío estipulado en ese momento; siendo muy popular entre los adolescentes y jóvenes al ser utilizado como medio de coqueteo. Los ejemplos de preguntas en verdad y reto también varian entre las diferentes edades de los jugadores. El juego recibe una variedad de nombres en los distintos países de habla hispana, siempre una combinación de la palabra «verdad» con otras de sentido más práctico, como Verdad o desafío, Verdad o consecuencia, Verdad o atrevimiento (en España y Colombia), Verdad o castigo (en Perú) o ¿La verdad o te atreves? (sobre todo en Venezuela). En México también se le conoce como Juego de la botella. 

## Historia
Verdad o Reto (Truth or Dare) existe desde hace cientos de años, con al menos una variante, "questions and commands", atestiguada ya en 1712:
Un juego navideño, en el que el comandante pide a sus súbditos que respondan a una pregunta que se les formula. Si el súbdito se niega o no satisface al comandante, debe pagar una multa [seguir una orden] o se le mancha [ensucia] la cara.
Verdad o reto puede derivar en última instancia de juegos de mando como la antigua basilinda griega (en griego: βασιλίνδα). Este juego es descrito por Julio Pólux: "en el que se nos dice que un rey, elegido por sorteo, ordenaba a sus camaradas lo que debían realizar".
También hay datos sobre un juego similar en el Brewer’s Dictionary of Phrase and Fable de 1898.

## Objetivo
El juego consiste en que un participante desafía a otro a elegir entre una pregunta («verdad») o un reto. Si elige la opción de la verdad, se le hará una pregunta a la que tendrá que responder con plena sinceridad. Si elige un reto, debe cumplir con el desafío impuesto por otros contendientes del grupo.

## Reglas
El juego tiene distintas variedades según el país o modalidad elegida, aunque en líneas generales se observan las siguientes reglas:
- Los jugadores forman un círculo, normalmente sentados en el suelo.
- Para elegir al primer jugador, este puede ser escogido al azar o presentarse como voluntario. Uno de los métodos más comunes para la elección al azar es hacer girar a una botella vacía que, una vez parada, «apunta» hacia uno de los jugadores. En este caso, el primero en girar la botella también puede ser elegido al azar.
- En la variante de la botella, una vez que el jugador haya respondido la pregunta o cumplido con el reto, le toca a él girarla para seguir al próximo concursante. Si vuelve a apuntar al mismo jugador, el mismo vuelve a girarla una vez más. En algunas versiones, es el jugador que gira la botella quien reta al próximo jugador; en otras versiones, la decisión es del grupo entero.
- En otra variante del juego, se empieza por un jugador al azar (por ejemplo entre papeletas con los nombres de los concursantes) y luego se va pasando al próximo uniformemente como una cadena. La ventaja de esta variante es que evita que la misma persona sea elegida o «apuntada» más de una vez por ronda. Su desventaja es que se pierde el elemento de aleatoriedad o sorpresa, que muchos consideran la parte más importante del juego.
- Si el jugador elige una pregunta, debe justificar la respuesta en caso de que se requiera.
- En todas las variantes de verdad o reto, si un jugador dice verdad más de 5 veces seguidas, deberá responder con reto tantas veces como ha dicho verdad.
- En algunas versiones, el concursante puede negar a responder una pregunta, pasando a tener que cumplir con un reto. Habitualmente, un concursante que haya elegido dos veces una pregunta, deberá cumplir con un reto.
- Si un jugador no cumple con el desafío y/o no responde con total sinceridad a la pregunta, o hace trampa, este debe ser castigado. Entre los más mayores, el castigo puede ser la toma de una copa de bebida alcohólica.
- El alcohol entre los más mayores puede formar parte integral del juego, siendo «obligado» cada jugador elegido a tomar una copa antes o después de su turno.